# سولانیا
سولانیا (به ایتالیایی: Solagna) یک کومونه در ایتالیا است که در استان ویچنزا واقع شده‌است.

## خصوصیات
سولانیا ۱۵ کیلومترمربع مساحت و ۱٬۸۹۴ نفر جمعیت دارد و ۱۳۱ متر بالاتر از سطح دریا واقع شده‌است.

## خواهرخوانده
شهر کودونیو خواهرخواندهٔ سولانیا هست.